# Stenelmis gammoni
Stenelmis gammoni is een keversoort uit de familie beekkevers (Elmidae). De wetenschappelijke naam van de soort werd in 1976 gepubliceerd door White & Brown.